# Baltasar Brum
Baltasar Brum Rodrígues (Costas del arroyo Catalán, actual departamento de Artigas, 18 de junio de 1883 - Montevideo, 31 de marzo de 1933) fue un abogado, periodista, diplomático y político uruguayo, perteneciente al Partido Colorado. Ejerció como presidente de Uruguay desde el 1 de marzo de 1919 hasta el 1 de marzo de 1923.
Nacido en territorio actualmente perteneciente al departamento de Artigas, vivió gran parte de su juventud en la ciudad de Salto. En 1904 se traslada a Montevideo para estudiar Derecho, donde es impulsor del cogobierno universitario. Graduado en 1908, después de un viaje a Europa regresa a Salto donde ejerce la abogacía, la docencia y el periodismo.
Allí, afín al batllismo desde su juventud, se destaca como un joven dirigente y comienza una meteórica carrera política. En 1913 el presidente José Batlle y Ordóñez lo nombra como Ministro de Instrucción Pública, pero debió esperar unos meses para asumir ya que no había cumplido la edad mínima requerida (30 años). Desempeñaría la titularidad de varios ministerios en los años siguientes, destacándose su rol como Canciller de la República y su dirección en la política exterior uruguaya ("Doctrina Brum").
Después de integrar la comisión que redactó la Constitución de 1918, fue electo y asumió el 1 de marzo de 1919 como presidente de la República Oriental del Uruguay, con solamente 35 años de edad.
Después de su presidencia (1919-1923) se desempeñó como codirector del diario "El Día", como presidente del Banco Hipotecario de Uruguay (BHU) y como presidente del Consejo Nacional de Administración (1929-1931).
Se opuso desde el inicio al golpe de Estado del 31 de marzo de 1933 del presidente Gabriel Terra, resistiendo el arresto armado desde su casa. Horas después, se suicidó en la calle frente a su hogar con un arma de fuego.

## Primeros años

### Juventud y familia
Baltasar Brum nació el 18 de junio de 1883, cerca del arroyo Catalán, en territorio actualmente perteneciente al departamento de Artigas (que fue posteriormente creado en 1884), pero que en ese momento correspondía al departamento de Salto.
Era hijo del hacendado José Francisco de Brum Silva y de Auristella Rodrígues d'Almeida, ambos de origen brasileño. Por parte de su padre tenía ancestros flamenco-holandeses.

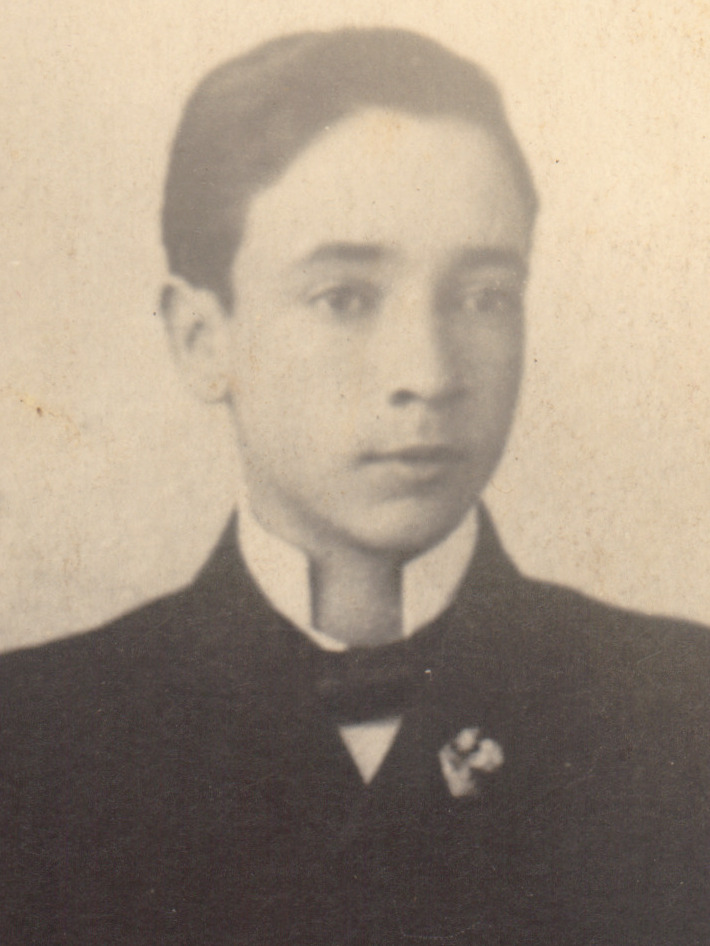
Un joven Baltasar Brum.

Tuvo varios hermanos, uno de ellos fue Alfeo Brum, también político colorado y futuro vicepresidente de Uruguay.
La infancia de Baltasar Brum transcurrió en buena medida en el ámbito rural. Sus primeras lecciones educativas las recibe de una maestra particular desde la estancia "Catalán", propiedad de su padre. Su adolescencia tiene como escenario la ciudad de Salto, estudiando en el Instituto Politécnico Osimani y Llerena (actual Liceo Departamental N.º 1 de Salto, o Liceo IPOLL).
En esta etapa jugó en el club de fútbol Salto Athletic Club, desempeñándose como golero.
Del Instituto Politécnico se graduó de Bachiller en diciembre de 1903, estando listo para cursar estudios terciarios.
Poco antes, en septiembre de ese año, pudo ver por primera vez en persona, en un acto en Paysandú, a quien sería su líder político: José Batlle y Ordóñez, que en ese momento ocupaba por primera vez la presidencia de la república.

### Estudiante universitario
En el convulsionado año de 1904, durante el transcurso de la Guerra Civil, se traslada a Montevideo para estudiar Derecho, en la Universidad de la República; viviendo primero en la calle Reconquista y luego en Alzaibar.

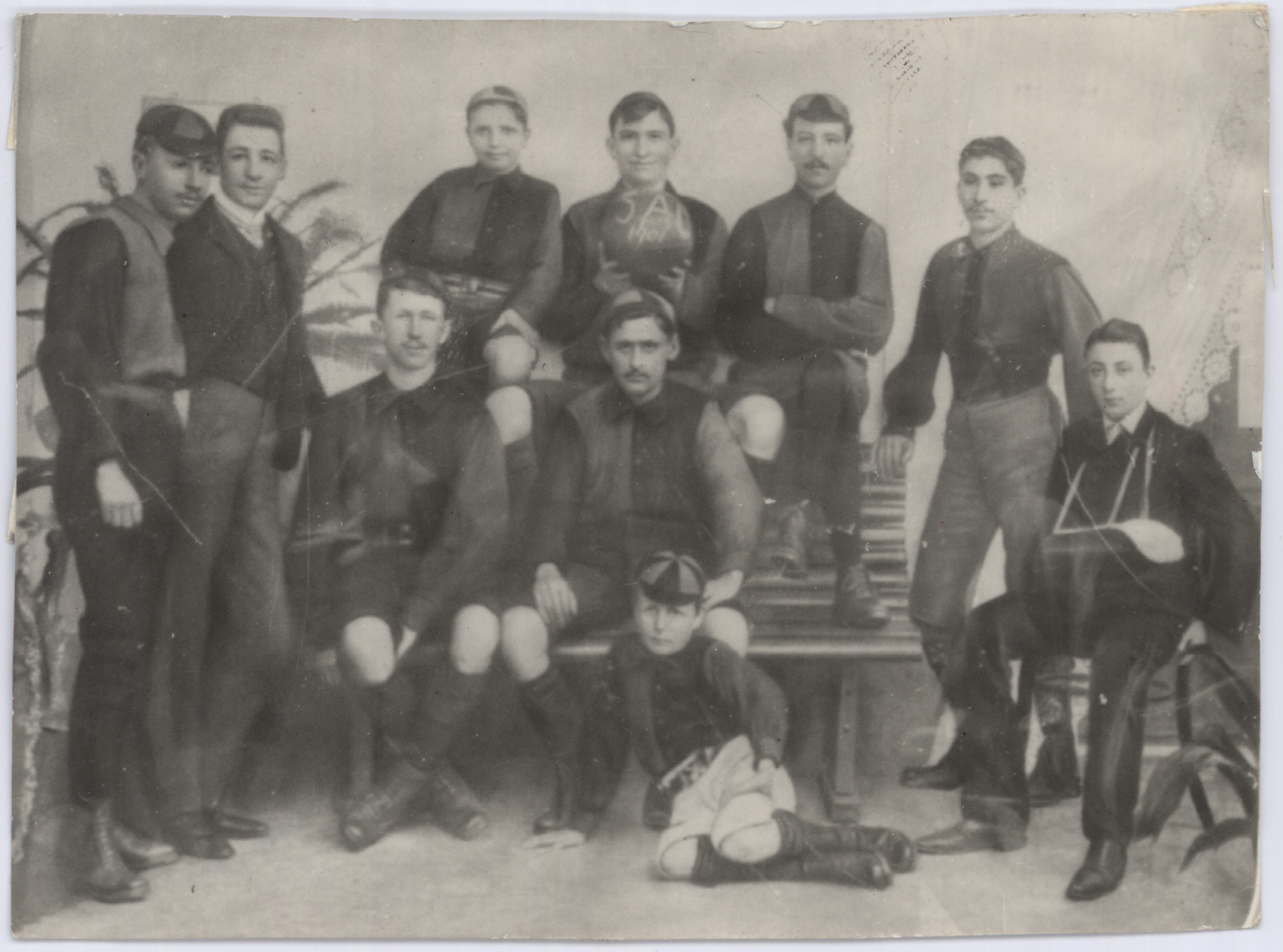
Brum (el primero a la izquierda, parado) junto a otros jugadores del Salto Athletic Club.

En sus tiempos de estudiante, Brum integró la Comisión Directiva de la Asociación de Estudiantes (una asociación estudiantil que funcionó entre 1893 y 1909), que era presidida por otro futuro dirigente colorado, Héctor Miranda.
También se destacó como un editor activo de la revista estudiantil "Evolución", una publicación mensual que apareció en octubre de 1905 y siguió editándose hasta 1909 en la que fue común una agenda de impulso a la transformación de la Universidad, señalando sus carencias y pidiendo reformas en sus reglamentos y sistemas de enseñanza.
Además, Brum participó como representante uruguayo en la organización del Congreso Latinoamericano de Estudiantes, realizado en Montevideo en 1908. Allí defendió la idea de la representación estudiantil en los consejos directivos de la enseñanza universitaria. En su disertación introductoria, Brum sostuvo que la exclusión de los estudiantes del gobierno universitario era una rémora del pasado de la que había que deshacerse prontamente.
Se gradúa como abogado con 25 años en diciembre de 1908.

### Ámbito profesional
Luego de realizar un viaje a Europa con su padre, retorna a Salto, en donde ejerce la docencia en filosofía y literatura en el Politécnico, además de abrir su propio estudio profesional y desempeñarse en la actividad periodística.
Afín al Partido Colorado, particularmente a la figura del caudillo José Batlle y Ordóñez y a su movimiento, Brum comienza a vislumbrar futuro político por esta época. Sobre todo después de protagonizar un intenso debate con el director del diario "La Prensa" de Salto, el nacionalista Luis Alberto Thévenet, en el año 1910 en el Teatro Larrañaga.

## Carrera política

### Inicios
José Batlle y Ordóñez tiene noticia de Brum debido a la célebre polémica que mantuvo en 1910 con el periodista Thévenet, hecho que impulsó su carrera política.

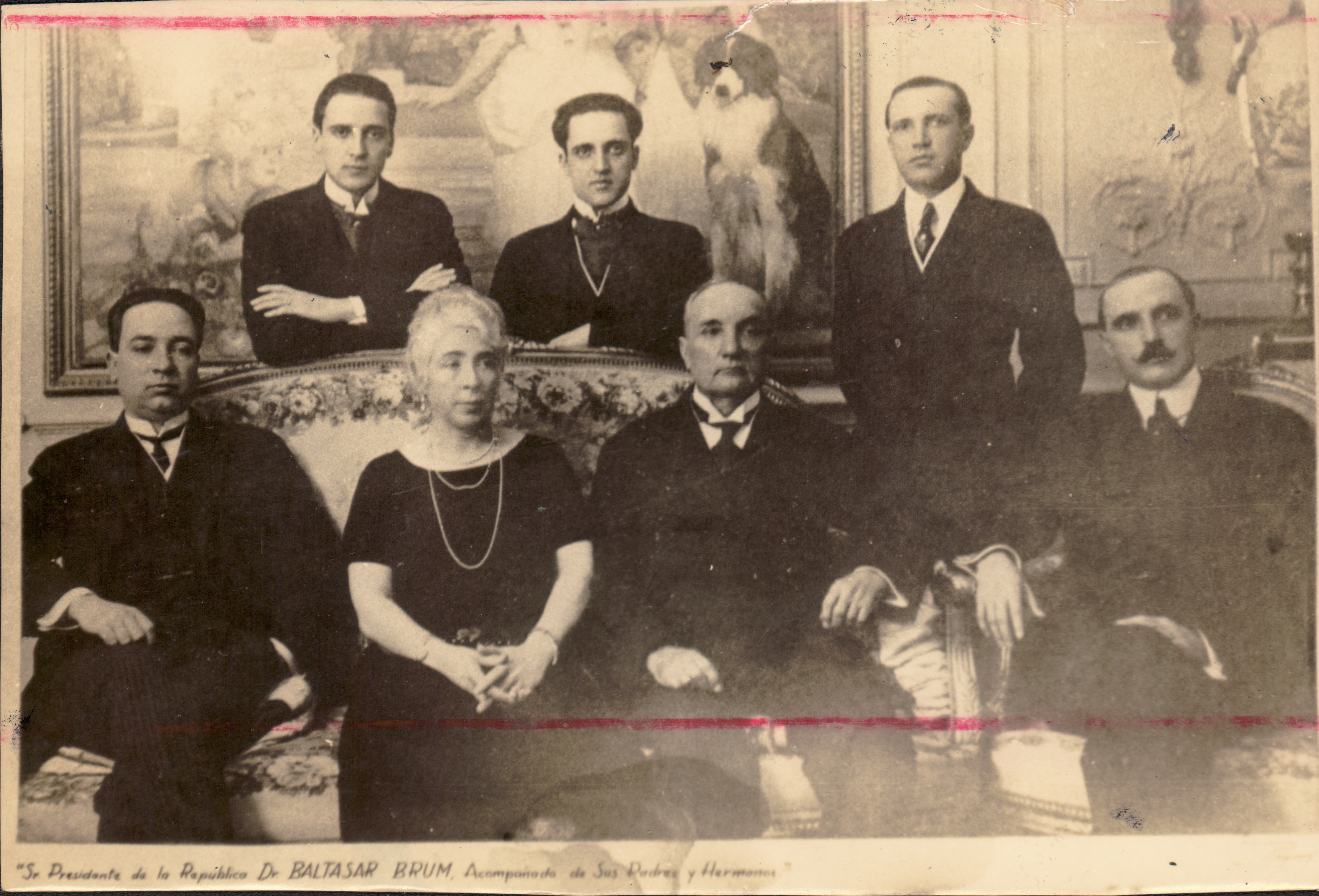
Baltasar Brum (primero a la izquierda, sentado) junto a sus cuatro hermanos varones y sus padres.

En 1911 alcanza su primer puesto público siendo vicepresidente de la Junta Económica Administrativa salteña. Su nombre fue manejado para ser el primer intendente municipal del departamento, pero no se concretó.
En marzo de 1913 Batlle (durante su segunda presidencia) hace públicos sus "Apuntes sobre el colegiado”, en los que da su opinión de reformar la Constitución y cambiar el Poder Ejecutivo unipersonal por un grupo de nueve miembros. Las discrepancias internas sobre esta propuesta causa severas fracturas dentro del Partido Colorado y la renuncia de varios ministros. Ante la ausencia de un titular en el Ministerio de Justicia e Instrucción Pública, el colorado salteño Feliciano Viera le recomienda a Batlle que un joven Brum ocupe el cargo.
Sin embargo, Brum no pudo aceptarlo por no tener aún 30 años de edad cumplidos, la edad mínima exigida por la Constitución de aquel momento. Meses después en ese mismo año, tras alcanzar la edad asume el cargo el 30 de junio.

### Ministro de José Batlle y Ordóñez

Brum en la década de 1910.

Asumiendo el 30 de junio de 1913 la titularidad del Ministerio de Instrucción Pública, su gestión al frente de esta cartera estuvo signada por varias iniciativas, pero dos fueron las más trascendentes: la eliminación de la matrícula para ingresar a la enseñanza secundaria, equiparándola en cuanto a la gratuidad con la primaria, y la instalación de bibliotecas populares en todos los departamentos.
Una de sus últimas acciones como Ministro de Instrucción Pública fue firmar un proyecto de Ley que ingresó al Parlamento el 23 de febrero de 1915 y que daba igualdad de condiciones a ingenieros y arquitectos dentro del gobierno de la Facultad de Matemáticas. Este hecho terminó decantando en la separación de dichas carreras y en la creación de la Facultad de Arquitectura a finales de noviembre de ese mismo año (después de la presidencia de Batlle y con Brum ya no siendo Ministro de Instrucción Pública).
Además de Instrucción Pública, durante la segunda presidencia de Batlle también se encargó provisoriamente del Ministerio de Relaciones Exteriores entre el 14 de febrero de 1914 y el 28 de febrero de 1915.
Durante su corta estadía en la Cancillería y en años anteriores, el Uruguay había firmado distintos tratados de arbitraje con países europeos y latinoamericanos. Pero un tratado de arbitraje firmado con Italia, la "Convención de arbitraje general obligatorio" firmada en Montevideo el 19 de agosto de 1914, disparó la controversia en el Parlamento uruguayo. El tratado con Italia se apartaba de las prácticas corrientes en el derecho internacional público del momento, que no incluía en el arbitraje las controversias que "afectasen el honor, la nacionalidad o la soberanía". El presidente Batlle declaró que esas limitaciones no tenían razón de ser y su único resultado era restar eficacia a los tratados de arbitraje.

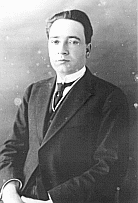
Fotografía de Brum.

Como canciller, Brum defendió el tratado ante la Asamblea General en el salón de la Cámara de Representantes, apelando a lo que él llamó "el criterio moderno de las relaciones internacionales", caracterizadas por una interacción mucho más estrecha. Brum defendió la necesidad política del tratado y declaró que sería una "insensatez" repudiar un convenio por el cual una nación poderosa se comprometía a resolver todas sus cuestiones con Uruguay, incluyendo aquellas que afectasen el “honor”, por medios pacíficos.
La defensa que realizó Brum del "arbitraje amplio" ante el Parlamento uruguayo fue recopilada en un libro que contiene el discurso pronunciado en la Cámara de Representantes explayándose sobre el tema. Este pensamiento es considerado una continuación del pensamiento que Batlle y Ordóñez expresó cuando fue delegado en la Conferencia de La Haya en 1907.
La presidencia de José Batlle y Ordóñez culmina el 1 de marzo de 1915, con el fin de su período. Ese mismo día es electo por la Asamblea General el político Feliciano Viera como presidente de la República.

### Canciller de la República
El presidente Feliciano Viera es electo y asume el 1 de marzo de 1915, ese mismo día designa a su gabinete, con Brum como Ministro de Interior. Ocupó dicho ministerio hasta agosto de 1916, e interinamente también ocupó simultáneamente entre abril y junio de 1915 el Ministerio de Hacienda.
El 4 de septiembre de 1916 Brum asume la titularidad del Ministerio de Relaciones Exteriores, ocupándolo hasta el 19 de febrero de 1919, casi hasta el fin del período de gobierno. Poco después de asumir, el 28 de septiembre de 1916 Argentina y Uruguay firman el llamado "tratado Brum-Moreno" que buscó infructuosamente resolver la disputa limítrofe que mantenían ambos países respecto a las aguas e islas del río Uruguay. Ninguno de los dos países lo suscribieron. 

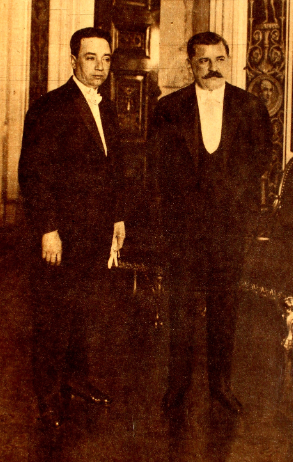
El Canciller Brum (izq.) junto al entonces presidente de los Estados Unidos de Brasil, Venceslau Brás (der.), en el Palacio de Catete en julio de 1918. Visita ocurrida durante la gira del canciller uruguayo por América, con Estados Unidos como última destinación. Gracias a la reunión se suscribió a un tratado que condonó la deuda uruguaya con el Brasil.

Como Canciller, en un contexto internacional enfocado en el conflicto de la Primera Guerra Mundial (1914-1918), donde Uruguay se había declarado neutral, Brum promovió una política exterior basada en dos grandes pilares: la solidaridad continental y el arbitraje amplio ante conflictos entre naciones. En pos de la primera, impulsó el panamericanismo y la igualdad entre los países americanos, que según consideraba debían constituir una liga de defensa contra los ataques extranjeros. Tratando de lograr lo segundo, Uruguay pactó acuerdos con varios países para que toda cuestión conflictiva fuera sometida a arbitraje y resuelta con arreglo a derecho.
Este direccionamiento de la política exterior uruguaya, dirigida por el Canciller Brum, fue denominado como la "Doctrina Brum". La Doctrina Brum constituyó una propuesta de multilaterización de la Doctrina Monroe a través de la creación de una alianza defensiva representada en una "Liga Americana de Naciones" que protegería la soberanía de los estados americanos, principalmente en su territorialidad, sobre la base de una solidaridad continental que reconociera la igualdad jurídica de tales estados. A partir de estas ideas, Baltasar Brum sintetizaba su propuesta en postulados que buscaban conciliar el principio de soberanía estatal con el de solidaridad continental y se resumen del siguiente modo:
1. Juzgamiento de actos internos a un estado según sus propias leyes, salvo reclamaciones diplomáticas que podrán ser admitidas en casos de denegación evidente de justicia.
2. Reconocimiento de la nacionalidad de nacimiento a hijos de extranjeros nacidos en el continente americano, salvo si, obtenida la mayoría de edad, se encontrara en el estado de origen y manifestara su deseo de optar por la nacionalidad de éste.
3. Actuación uniforme y común de todos los estados americanos frente a agravios extracontinentales a cualquiera de ellos.
4. Constitución de una Liga Americana, sobre la base de la igualdad de sus integrantes.
5. Sometimiento al juicio arbitral de la Liga de controversias entre estados americanos, en caso de que no pudieran resolverse por las partes.
6. Consideración por parte de la Liga Americana de controversias entre un estado americano, (solo a su solicitud) y la Sociedad de las Naciones

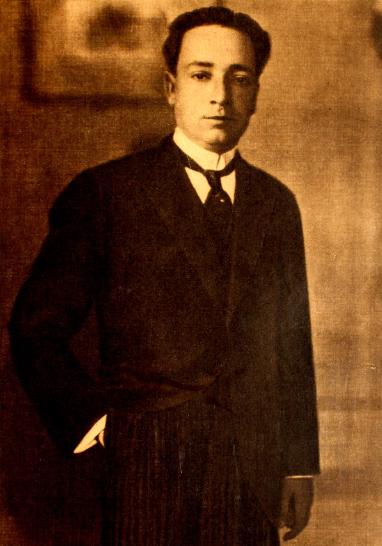

Uruguay, que había proclamado su neutralidad en la Gran Guerra el 5 de agosto de 1914 (pero manteniendo una clara tendencia aliadófila), tuvo un proceso de gradual alineamiento hacia las potencias Aliadas. Un hecho decisivo fue la entrada de Estados Unidos al conflicto el 6 de abril de 1917. Brum fue un defensor del acercamiento a Estados Unidos, siendo partidario del panamericanismo, e impulsó que Uruguay adoptara una postura oficial; lo que terminó sucediendo con la ruptura de relaciones con Alemania, aprobada el 7 de octubre de 1917. El presidente Viera comunicó al Parlamento que no se había recibido ninguna ofensa de parte de Alemania, pero que era necesario para adoptar "la causa de la justicia, la democracia y de las naciones pequeñas".
Poco después, Brum fue invitado a visitar los Estados Unidos por parte del secretario de estado estadounidense, Robert Lansing. La misión diplomática uruguaya partió a bordo del crucero uruguayo "Montevideo" el 15 de julio de 1918, siendo un viaje diplomático de confraternidad continental, con último  destino Estados Unidos, pero que visitó otros países americanos como Brasil (llegando a Río de Janeiro el día 19 de julio), y regresando a Uruguay en noviembre de ese mismo año. Al llegar a Estados Unidos fue recibido en Washington D. C. y en la Casa Blanca por el presidente estadounidense Woodrow Wilson.
Para ese momento, Brum ya había sido proclamado por el Partido Colorado como candidato a la presidencia de la República y había participado en la redacción de las bases del acuerdo que hizo posible la Constitución de 1918.

### La reforma constitucional y la Constitución de 1918
Simultáneamente a su desempeño como Canciller, Brum tomó parte de uno de los principales temas domésticos de Uruguay en el momento: la reforma constitucional. El batllismo impulsaba una reforma que eliminara el cargo de presidente de la República, y en su lugar implantar un grupo de nueve funcionarios popularmente conocido como "colegiado", según había planteado Batlle en 1913. 

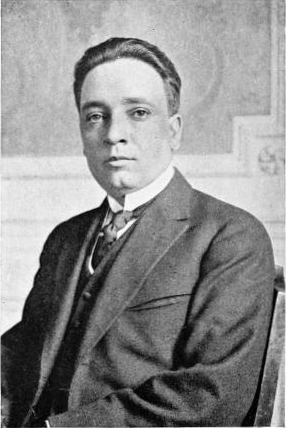

En las elecciones de constituyentes de 1916, las primeras elecciones con voto secreto y representación proporcional en la historia de Uruguay, el batllismo recibió una derrota electoral ya que quedó en minoría frente a los sectores políticos que apoyaban mantener el presidencialismo. Baltasar Brum fue uno de los constituyentes electos, los encargados de la redacción de la nueva Constitución. El grupo fue coloquialmente llamado como la "Comisión de los Ocho" por la cantidad de integrantes, los cuales fueron: el mismo Brum, Domingo Arena, Ricardo Areco, y Juan Antonio Buero, en representación del Partido Colorado; y Leonel Aguirre, Carlos A. Berro, Martín C. Martínez y Alejandro Gallinal, por el Partido Nacional.
Las negociaciones ocurridas en el año 1917 llevaron a la búsqueda de un acuerdo con una solución innovadora: un Poder Ejecutivo bicéfalo. Seguiría existiendo el cargo de presidente de la República, pero encargado solamente de cuestiones como la representación del Estado, las relaciones internacionales y la seguridad interior y exterior. El presidente coexistiría con un órgano conocido como el Consejo Nacional de Administración (CNA) compuesto por nueve miembros (con mandatos de seis años y renovados por tercios en elecciones con doble voto simultáneo cada dos años) y encargado de funciones administrativas y de gobierno, teniendo la gestión directa de los Ministerios de Instrucción Pública, Obras Públicas, Trabajo, Industrias, Hacienda, Asistencia e Higiene.
La propuesta fue aprobada por la Convención Constituyente y ratificada por la ciudadanía vía plebiscito el 25 de noviembre de 1917. Entró en vigencia el 1 de marzo de 1919, junto a la asunción de los primeros integrantes del Consejo Nacional de Administración y de Baltasar Brum como presidente de la República. La nueva Constitución, la segunda de Uruguay, es usualmente conocida como la Constitución de 1918.

## Presidencia de la República (1919-1923)

### Asunción

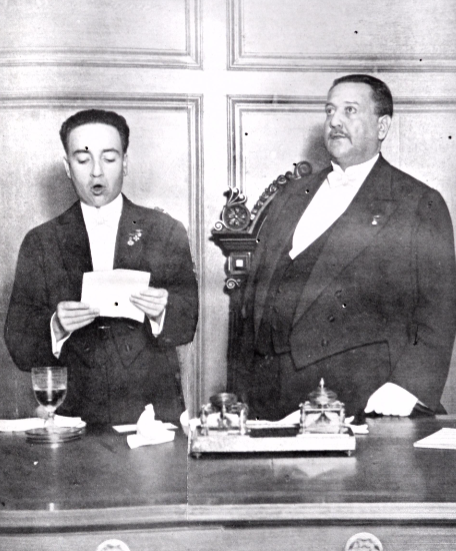
Baltasar Brum (izq.) leyendo su programa tras asumir el mando de presidente de la República Oriental de Uruguay junto a su antecesor, Feliciano Viera (der.).

El 1 de marzo de 1919 la Asamblea General eligió al presidente de la República para el período 1919-1923 y, por primera vez, a la totalidad de los integrantes del Consejo Nacional de Administración para diferentes períodos. El Consejo Nacional de Administración (CNA) electo fue: Feliciano Viera, Ricardo Areco, Domingo Arena, Pedro Cosio, Francisco Soca, Santiago Rivas, por el Partido Colorado; y Alfredo Vásquez Acevedo, Carlos Berro, Martín C. Martínez, por el Partido Nacional. El primer presidente del CNA fue el presidente saliente, Feliciano Viera.
Baltasar Brum resultó electo como presidente de la República, superando al candidato nacionalista Juan Ángel Golfarini, y asumió ese mismo día con 35 años de edad. Usualmente se cree que Brum fue el presidente más joven de la historia uruguaya, sin embargo, tanto Lorenzo Latorre como Máximo Santos asumieron la presidencia con 34 años de edad.

Brum no prestó juramento en el Cabildo de Montevideo, donde era usual ya que allí funcionaba el Poder Legislativo, sino que lo hizo en el Paraninfo de la Universidad. El mismo día entró en vigencia la nueva Constitución de la República, por lo que Brum fue el primer presidente del sistema de Poder Ejecutivo bicéfalo (poder compartido con el CNA) y el último presidente electo bajo lo establecido en la Constitución de 1830.

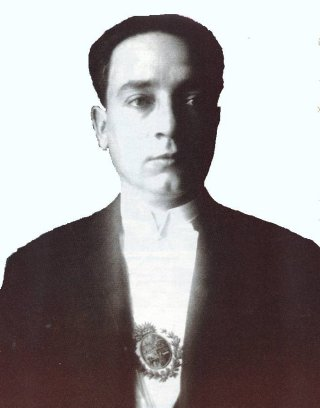
El presidente Brum con la banda presidencial.

Un fragmento de su discurso es el siguiente:
"Debemos al obrero, no sólo la ayuda terapéutica de amplias leyes de asistencia social, sino, además, un constante esfuerzo reparador, para sacarlo de la inferioridad intelectual y económica en que ha sido colocado por virtud de una mala organización secular, que hizo posible, como en el suplicio del "Hard Labour", el cruel absurdo de que, entregando al trabajo toda su vida de privaciones y penurias y contribuyendo de ese modo al engrandecimiento de la sociedad, recogería, como única compensación de sus sacrificios extenuante, apenas lo indispensable para no morirse de hambre. […] Debemos al capital, no sólo todo el amparo que le acuerda la ley, sino además, todo el estímulo y la seguridad que él requiere para poder actuar eficientemente como mágico instrumento de producción, […] es decir, en el progreso y bienestar del país".
La candidatura de Brum había sido resuelta de un acuerdo entre Batlle y Ordóñez y Feliciano Viera. Sin embargo, poco tiempo de haberse instalado el nuevo gobierno, se produjo la ruptura definitiva entre ambos líderes colorados cuando Viera rechazó integrarse a la "Agrupación Nacional de Gobierno", una institución promovida por Batlle con el fin de integrar a todos los integrantes de su fracción política que ocupaban cargos de gobierno. Por su parte, Brum intentó mantener una posición de equilibro y fortalecer su liderazgo creando la "Unión Colorada", una fracción política efímera.
En la primera etapa del gobierno (del 1 de marzo de 1919 al 1 de marzo de 1921), el CNA fue presidido por Feliciano Viera, pero en su segunda etapa (del 1 de marzo de 1921, hasta el final, en el 1 de marzo de 1923) fue presidido por José Batlle y Ordóñez, según los resultados de la elección de 1920.

### Gabinete de gobierno
Su gabinete estuvo integrado por:
| Gabinete del gobierno de Baltasar Brum | Gabinete del gobierno de Baltasar Brum | Gabinete del gobierno de Baltasar Brum |
| Ministerio                             | Ministros                              | Período                                |
| -------------------------------------- | -------------------------------------- | -------------------------------------- |
| Interior                               | Javier Mendivil                        | 1919                                   |
| Interior                               | Pedro Manini Ríos                      | 1919                                   |
| Interior                               | Gabriel Terra                          | 1919-1923                              |
| Relaciones Exteriores                  | Daniel Muñoz                           | 1919                                   |
| Relaciones Exteriores                  | Juan Antonio Buero                     | 1919-1923                              |
| Hacienda                               | Ricardo Vecino                         | 1919-1923                              |
| Guerra y Marina                        | Guillermo Ruprecht                     | 1919-1920                              |
| Guerra y Marina                        | Sebastián Buquet                       | 1920-1923                              |
| Justicia e Instrucción Pública         | Rodolfo Mezzera                        | 1919-1922                              |
| Justicia e Instrucción Pública         | Pablo Blanco Acevedo                   | 1922-1923                              |
| Obras Públicas                         | Humberto Pittamiglio                   | 1919-1922                              |
| Obras Públicas                         | Santiago Calcagno                      | 1922-1923                              |
| Industria y Trabajo                    | Luis Caviglia                          | 1919-1922                              |
| Industria y Trabajo                    | José Francisco Arias                   | 1922-1923                              |

### Copa "presidente Baltasar Brum"

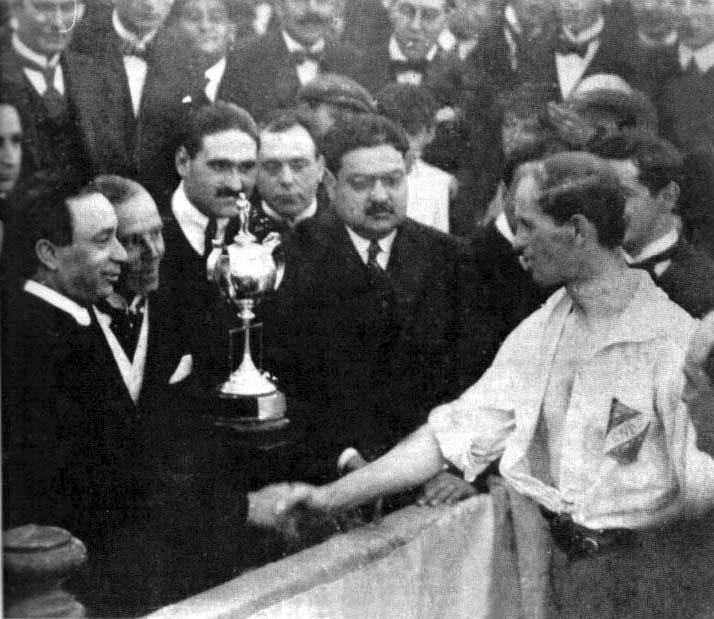
El presidente Brum dándole la copa a Alfredo Zibechi, capitán de Nacional.

El 30 de marzo de 1919, el Club Nacional de Fútbol venció al Club Atlético Peñarol por 1 a 0 con gol de Carlos Scarone y se adjudicó una copa donada y puesta en juego por el novel presidente de la República, Baltasar Brum, quien había asumido a principios de ese mes y presenció el partido.
El encuentro se disputó en el viejo “Parque Pereyra”, ubicado donde actualmente se encuentra la pista de atletismo del Parque de los Aliados, ante unas 20.000 personas. Finalizado el partido, el presidente Brum hace entrega de la copa al Capitán de Nacional Alfredo Zibechi, quien lucía la camisa de Nacional semi desabrochada, tras la reñida disputa de la brega clásica.

### Cambio de nombre a los feriados
En noviembre de 1919 se legisló la Ley N.º 6997 que estableció los feriados del país, entre ellos, antiguas festividades cristianas recibieron nuevas denominaciones.

### Ley de descanso semanal obligatorio

Colocación de la piedra fundamental de la Escuela 143 Bartolomé Hidalgo. Al centro: presidente Baltasar Brum.

La Ley N.º 7318, o Ley de Descanso Semanal, promulgada el 10 de diciembre de 1920, declaró como "obligatorio un día de descanso después de seis días de trabajo o cada seis días, para todo patrón, director, gerente o encargado, empleado u obrero de un establecimiento industrial o comercial y sus dependencias".

### Ley Carnelli
Promulgada el 6 de octubre de 1920, pero publicada el 10 de diciembre, se aprobó la Ley N.º 6.269, también llamada como Ley Carnelli, llamada así porque tomó inspiración en un proyecto de ley del legislador nacionalista Lorenzo Carnelli. Vía este ley se creó la Caja de Jubilación y Pensiones de Servicios Públicos, protegiendo en particular a los empleados y obreros de los ferrocarriles, tranvías, telégrafos, aguas corrientes y gas.

### Ley Serrato
En 1921 se promulgó la norma conocida como "Ley Serrato", por el entonces presidente del Banco Hipotecario (BHU), José Serrato. Se otorgó el derecho a adquirir fincas de propiedad del Banco o de particulares u obtener préstamos para construir viviendas, a los obreros y funcionarios del sector público y privado y a militares, afiliados a las cajas de jubilaciones con más de diez años de aportes jubilatorios. La Ley era extensiva también a jubilados o retirados y a todos aquellos obreros y empleados con menos de diez años de afiliación a una caja de jubilación, en condiciones especiales determinadas por la ley.

### Ley de accidentes del trabajo

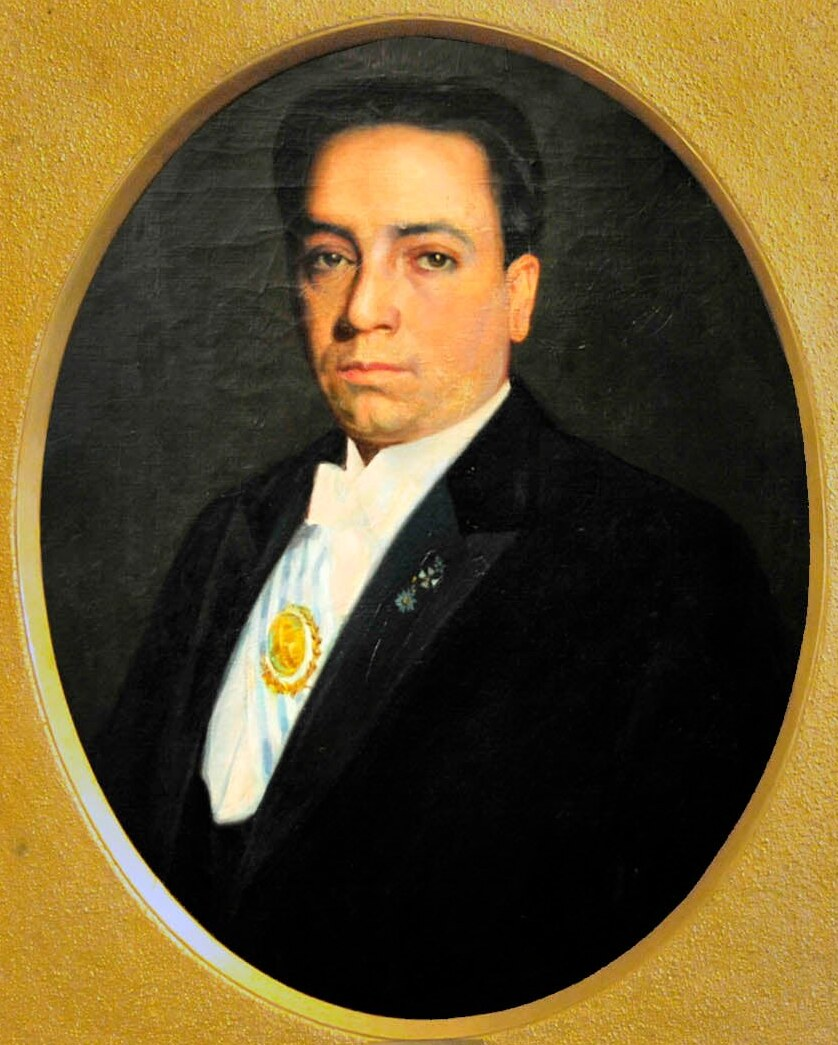
Retrato del presidente Brum.

La Ley N.º 7309 de noviembre de 1920 sobre accidentes laborales estableció responsabilidad civil del empresario con respecto a los accidentes que sufrieran sus trabajadores durante el horario laboral. Quedaban implicados los patronos con industrias donde se pudieran dar accidentes, obreros e incluso servicio doméstico. La responsabilidad del patrono existía si el accidente impedía el trabajo por siete días; en casos graves se debía otorgar indemnización, incluso renta vitalicia en caso de fallecimiento.

### Ley de duelos
El 6 de agosto de 1920 se aprobó la "Ley de Duelos" que permitía y regulaba los duelos, llevados a cabo tradicionalmente en el Uruguay. Por más que fueran elementos comunes de la época ante desacuerdos o agravios, no se encontraban regulados hasta que se disparó la polémica en la sociedad uruguaya a partir de la muerte del joven periodista Washington Beltrán en un duelo a pistola contra el expresidente José Batlle y Ordóñez.
La Ley se creó a partir de un proyecto que un año atrás había presentado el Dr. Juan Andrés Ramírez y que no prosperó. Tuvo un efecto retroactivo, lo que permitió a Batlle posteriormente presidir el Consejo Nacional de Administración.
La Ley sería derogada el 6 de julio de 1992.

### Derechos de la mujer

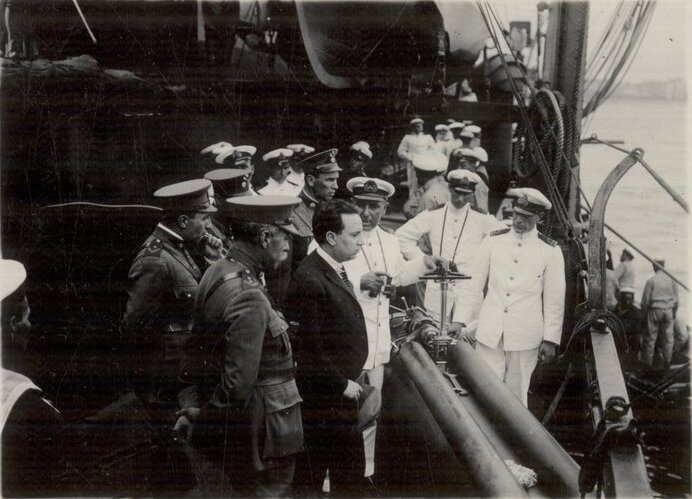
El director de la Armada explicándole al presidente Brum y a altos mandos del Ejército la preparación del torpedo para el lanzamiento.

En 1921, el presidente Brum presentó un amplio proyecto que pretendía reformar todos los códigos del país en los que reconocieran derechos diferentes para hombres y mujeres. De esta manera se buscaba lograr igualdad de derechos, entre ellos, establecer el sufragio femenino. Sin embargo, este proyecto no prosperó en el Parlamento.

### Sociedad de las Naciones
Uruguay fue uno de los firmantes del Tratado de Versalles el 28 de junio de 1919, y con su entrada en vigor el 10 de enero de 1920 también fue uno de los miembros fundadores de la Sociedad de las Naciones.

### La Fortaleza y el Parque de Santa Teresa

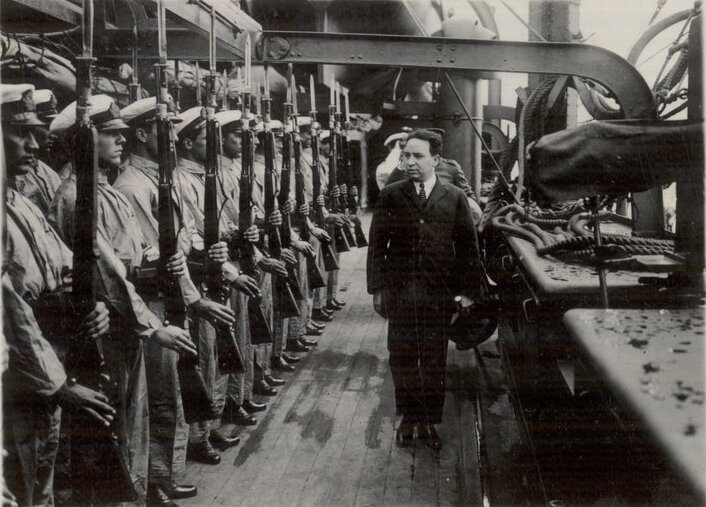
Presidente Brum revistando las tropas a bordo del R.O.U. "Uruguay" en 1922.

En el año 1921, siendo el Brum presidente de la República, el historiador y arqueólogo Horacio Arredondo concibió y propuso al gobierno la restauración de la Fortaleza de Santa Teresa. Esto interesó al presidente Brum, con quien visitó el lugar en abril de 1920.Brum lo comisionó a Arredondo para proyectar la restauración, junto al arquitecto Fernando Capurro y al arquitecto militar Alfredo Campos. En febrero de 1921 la Asamblea General decretó la inversión de recursos para la conservación y restauración de la fortaleza, que fue declarada Monumento Nacional por Ley que redactó el propio Arredondo en 1927, y en 1923 comenzaron las obras de restauración. También se decretó la construcción de un parque público en los terrenos fiscales que la rodeaban. La aprobación llegaría para el año 1928, la que sería ampliada a efectos de conservar el Fuerte de San Miguel y la Fortaleza del Cerro en Montevideo.En el proceso encontraron el Corazón de Piedra del Parque Nacional de Santa Teresa, se ha convertido en el símbolo singular de esta reserva.[cita requerida]

### Duelo con Luis Alberto de Herrera

Monumento homenaje a José Gervasio Artigas antes de ser inaugurado.

Siendo presidente, Brum se enfrentó el 13 de diciembre de 1922 a duelo con pistola contra el caudillo nacionalista Luis Alberto de Herrera. En este caso, Herrera desafió a Brum por sentirse ofendido por ciertas declaraciones que éste había realizado. El duelo culminó sin consecuencias físicas para ninguno de ellos, aunque tuvo importantes repercusiones públicas y simbólicas.
A lo largo de su vida Brum se enfrentó a otros duelos, como contra Juan Andrés Ramírez y el coronel Alberto Riveroz.

### Inauguración del monumento a Artigas
El 28 de febrero de 1923, en el último día de su mandato, el presidente Brum inauguró junto al presidente electo José Serrato el monumento a Artigas ubicado en la Plaza Independencia.

## Después de su presidencia

### Periodismo
Culminado su mandato volvió a su tarea de abogado e integró la dirección del diario "El Día", hasta 1929. Desde la tribuna periodística impulsó los derechos de la mujer y la defensa del pequeño productor agropecuario, entre otros temas.Compartió la dirección del diario con César Batlle Pacheco, desde el mes de mayo de 1923 hasta marzo de 1929.

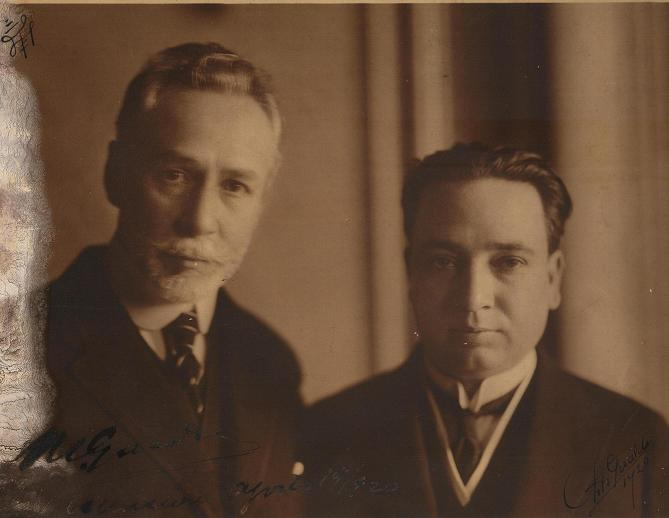
El presidente Brum con el presidente paraguayo Manuel Gondra.

Tanto en su prédica en "El Día" como en la acción legislativa, Brum mantuvo una fuerte campaña a favor de la cesión de tierras a los colonos y campesinos a través de mecanismos de enfiteusis, es decir la cesión de tierras públicas a quienes pudieran trabajarlas, un conjunto de ideas a las que dio cuerpo en su proyecto de 1931.
El 26 de enero de 1924 tiene un duelo a pistola con el coronel Alberto Riveroz, debido a las duras críticas que realiza Brum hacia el coronel, quien era Ministro de Guerra y Marina, por la promoción de un proyecto de ley tendiente a oficializar el servicio militar obligatorio.

### Presidente del Banco Hipotecario
Baltasar Brum sirvió como presidente del Banco Hipotecario de Uruguay (BHU) desde agosto de 1926 a octubre de 1927.

### Presidente del Consejo Nacional de Administración

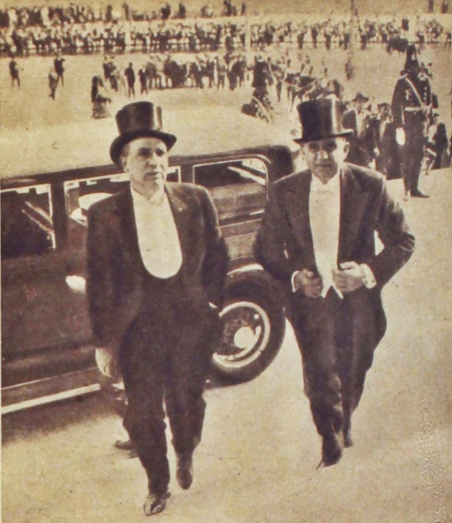
Brum (izq.) y Juan P. Fabini (der.) suben las escalinatas del Palacio Legislativo para prestar juramento como Consejeros Nacionales, el 1 de marzo de 1931.

En las elecciones de 1928, tanto legislativas como para elegir nuevos miembros del CNA, Brum encabezó la lista del sublema del batllismo, resultando ganador. A partir del 1 de marzo de 1929 Brum ingresó al CNA (junto a Victoriano Martínez, Ismael Cortinas y Carlos María Sorín) y lo presidió por dos años (1929-1931), durante la segunda etapa del gobierno del presidente de la República Juan Campisteguy.

### Fallecimiento de José Batlle y Ordóñez
El 20 de octubre de 1929 José Batlle y Ordóñez fallece a los 73 años, en el Hospital Italiano. Ese mismo día es velado en el Salón de los Pasos Perdidos donde se le rindieron honores de Estado antes de trasladarlo al Panteón Nacional. Ese día, Brum, al momento de salir el féretro del Salón de los Pasos Perdidos, gritó "Arriba los corazones". Esta vieja arenga del latín pasó a ser común en el movimiento del batllismo.

### Golpe de Estado 1933 y muerte
A fines de marzo de 1933 habían rumores de un posible golpe de Estado ante la inestabilidad económica del país. El 30 de ese mes el presidente de la República, Gabriel Terra, envía un mensaje al Parlamento pidiendo la participación de la policía en la prestación de los servicios públicos, la intervención de las cárceles y la censura de la prensa que atribuyera propósitos dictatoriales al presidente.

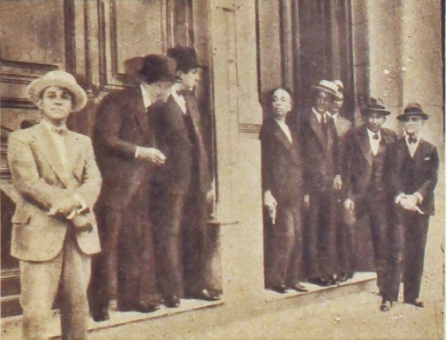
Baltasar Brum (en el centro, armado con una pistola) resistiendo el Golpe de Estado del 31 de marzo de 1933, cercado en su casa y a pocas horas antes de su suicidio.

El Consejo Nacional de Administración, el cual Brum formaba parte (sus miembros se mantenían 6 años en el cargo), declaró inadmisible e incalificable las medidas, las que fueron dejadas sin efecto por el Parlamento en la misma moche. En la madrugada del 31 de marzo el primer mandatario disolvía las Cámaras y el Consejo Nacional de Administración.
Según recuerda su biógrafo Juan Carlos Welker, a las 7 de la mañana del viernes 31 de marzo de 1933, dos policías se presentaron en el domicilio de Baltasar Brum, en la calle Río Branco casi Colonia, para llevarlo preso. El expresidente, quien salía de ducharse, tardó apenas unos minutos en vestirse y tras tomar sus revólveres, corrió a los policías a los tiros, y advirtiéndoles con voz firme: "díganle a quien los ha mandado, que estoy resuelto a matar y a morir, ¡y que no me entrego!".
Ante esa reacción, la policía instaló un cerco, tanto por 18 de Julio como por Colonia, iniciando la resistencia de Brum que se prolongó durante varias horas estando acompañado por sus hermanos, otros familiares, amigos (como el historiador Eduardo Acevedo) y correligionarios. Cercada la cuadra, el expresidente se paseaba por la vereda con un revólver cargado en cada mano. Entre los conceptos vertidos por Brum en sus horas previas a al muerte, estaba convencido de que: "Si vivo, la dictadura durará veinte años; si muero cinco". En algún instante parecieron disuadirlo con ofrecimiento de asilo por parte de los embajadores de España y Argentina. Pero su decisión estaba tomada.
Bajo la mirada de su madre, su esposa (la argentina Blanca Nieves Frías), y de sus amigos, Baltasar Brum caminó hacia el centro de la calle en solitario, y tras gritar ¡Viva Batlle! ¡Viva la libertad! se suicidó con un disparo en el pecho. Falleció con 49 años de edad, sin hijos.

## Legado
Un municipio lleva su nombre en el departamento de Artigas, la única localidad de este municipio también lleva su nombre.
La organización estudiantil reformista BRUM, de la Facultad de Derecho de la Universidad de la República - Uruguay y formada en 2016, lleva su nombre.

## Nota
1. ↑  En 1883 Costas del arroyo Catalán todavía correspondía al departamento de Salto.